# Santa Rita (Samar)
Pour les articles homonymes, voir Santa Rita.
Santa Rita est une municipalité de la province du Samar, aux Philippines.
Sa population est de 38 082 habitants au recensement de 2010 sur une superficie de 412 km2, subdivisée en 38 barangays.
Sur le territoire de la commune se trouve le pont de San Juanico qui connecte l'île de Samar à la municipalité de Tacloban dans l'île de Leyte.